# Fleuron (vexillologie)
Pour les articles homonymes, voir Fleuron, Fleuron (architecture) et Fleuron (typographie).
En vexillologie, un fleuron est un amortissement ou tête d’une hampe de drapeau qui peut avoir plusieurs formes : fer de lance ou pointe de flèche, animal (les « aigles » impériales), blason, motif floral, etc. Les hampes fixes sur des bâtiments comportent généralement un ornement simple en forme de boule ou de pomme.
La légende affirme que les fleurons des drapeaux militaires contiennent un couteau, un briquet (ou des allumettes) et une balle. Si l'ennemi était prêt à capturer le drapeau, le dernier soldat survivant pouvait encore se battre avec le couteau, et en dernière extrémité, brûler le drapeau, et enfin se tuer avec la balle restante[réf. nécessaire]. En réalité, le fleuron d'un mât de drapeau est généralement inaccessible, et ne contient rien.

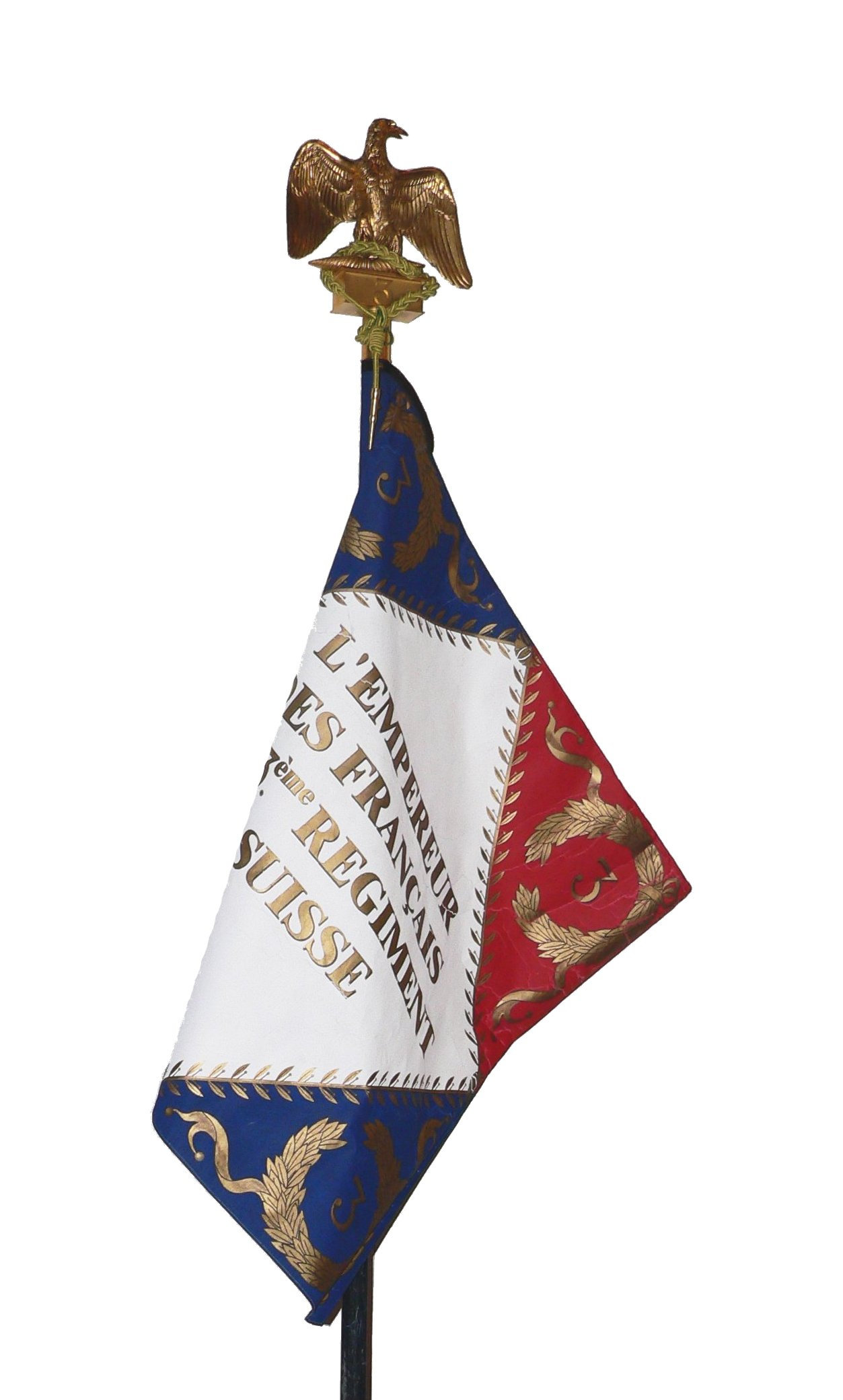
Aigle du régiment de la Grande Armée.
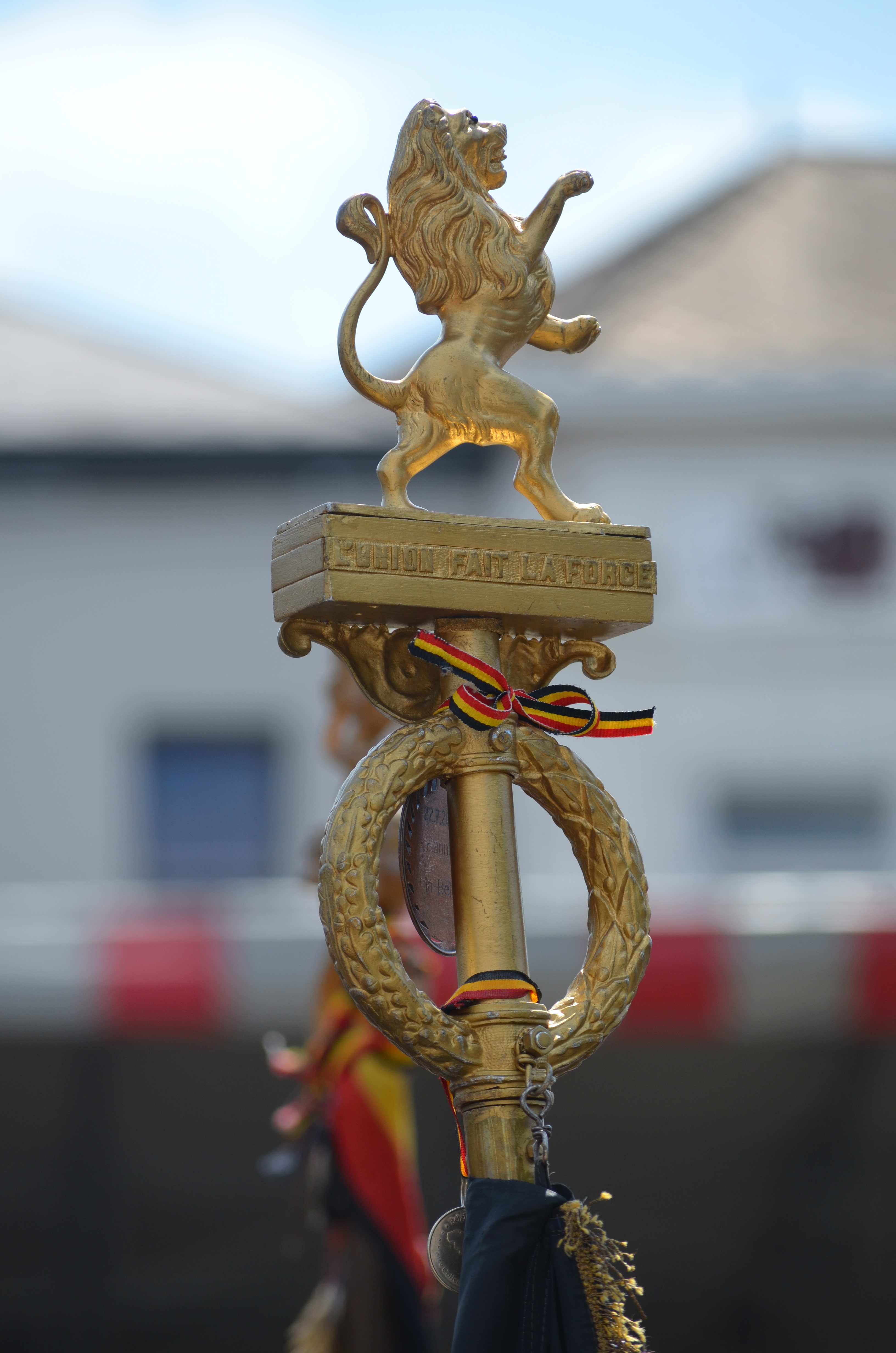
Fleuron de hampe de drapeau belge avec couronne de feuilles de chêne et de laurier, la devise nationale et le lion héraldique.
Étendard des Scouts de France (1940), à la hampe surmontée d’un fleuron en forme de fleur de lys.